# 阿莱达·格瓦拉

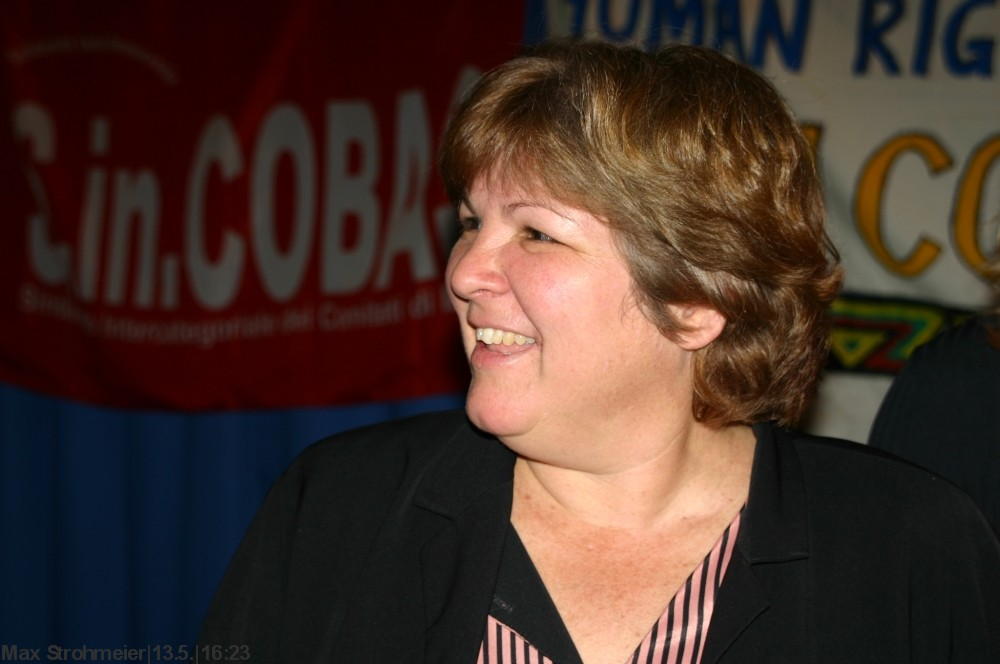
阿莱达·格瓦拉

阿莱达·格瓦拉·马奇（西班牙語：Aleida Guevara March；1960年11月24日—）是古巴的一位医生，是切·格瓦拉的次女，也是切·格瓦拉与他的第二任妻子阿莱达·马奇所生的4个孩子中最大的一个。她出生于哈瓦那。
她是哈瓦那威廉·索勒儿童医院的一名医生，还曾在安哥拉、厄瓜多尔和尼加拉瓜从事医疗工作。她曾在迈克尔·摩尔的电影《医疗内幕》中接受采访，讨论全民医疗保健的哲学理念。
她一直倡导发展中国家的人权和债务减免问题。她是《查韦斯、委内瑞拉与新拉丁美洲》一书的作者。